# Porozumienie niszczyciele za bazy

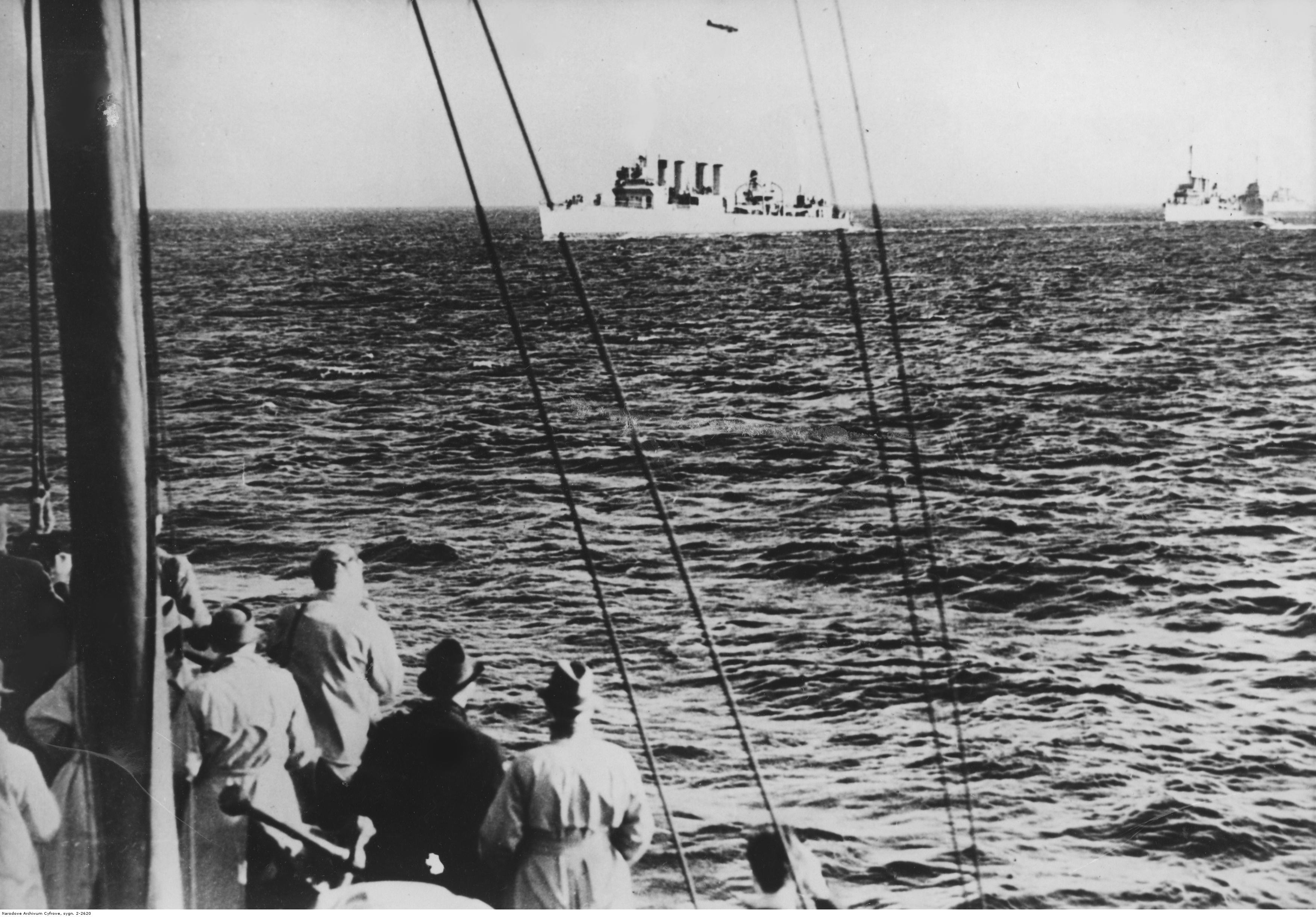
Wydzierżawione niszczyciele typu Clemson wpływają do brytyjskiego portu, październik 1940

Porozumienie „niszczyciele za bazy” (ang. Destroyers for Bases Agreement) – porozumienie zawarte 2 września 1940 roku pomiędzy Stanami Zjednoczonymi i Wielką Brytanią, na mocy którego Amerykanie przekazali Brytyjczykom 50 niszczycieli w zamian za 99-letnią dzierżawę gruntów pod budowę baz wojskowych i lotnisk na terenie brytyjskich posiadłości w rejonie Karaibów, na Bermudach i Nowej Fundlandii.

## Porozumienie

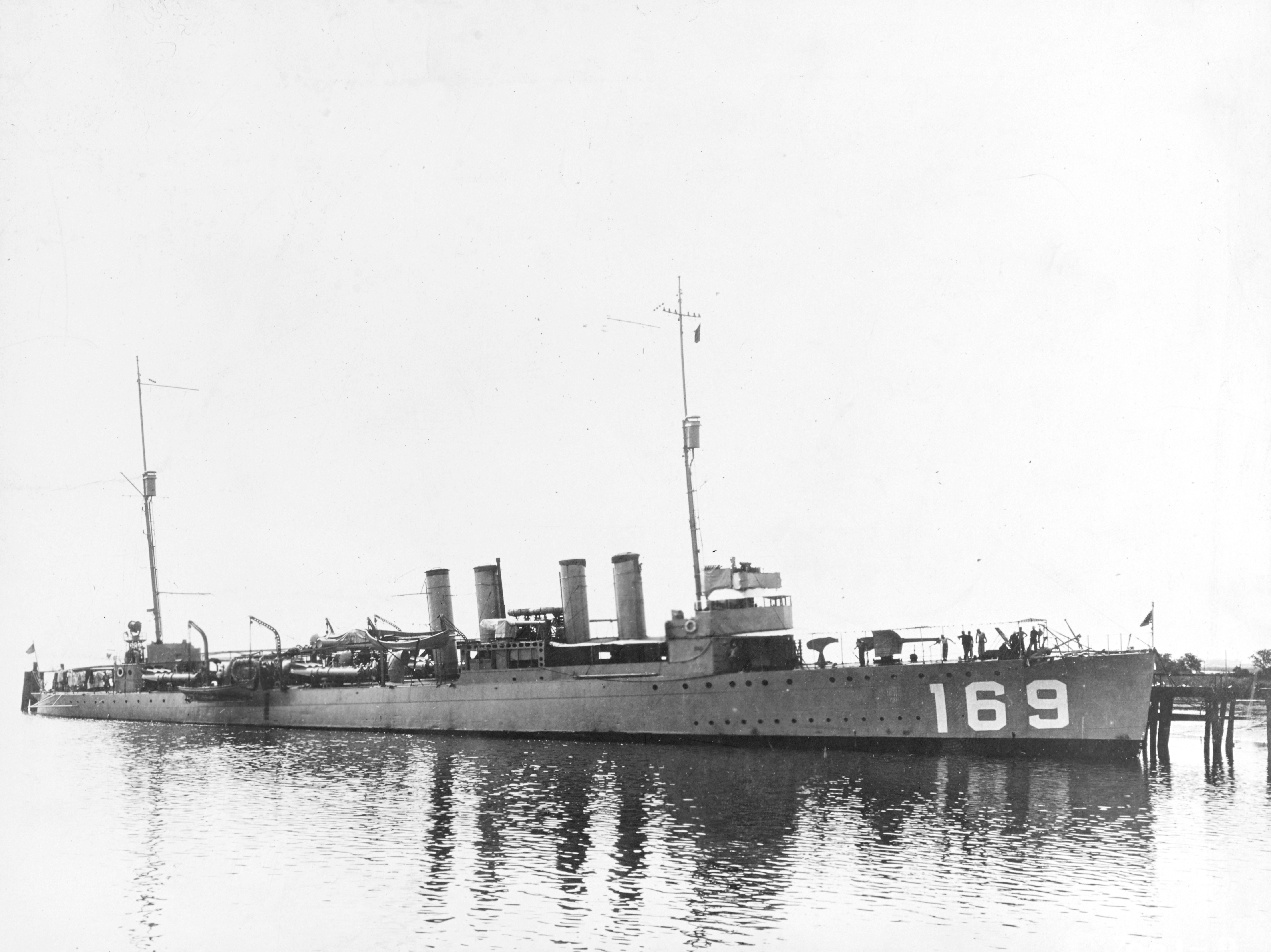
Jeden z 50 niszczycieli: HMS „Roxborough”, czyli eks-USS „Foote” (1943)

Wielka Brytania, która w 1940 roku stanęła w obliczu klęsk we Francji i Norwegii oraz bitwy o Atlantyk, pilnie potrzebowała uzupełnić swoją flotę o nowe okręty wojenne. 15 maja Winston Churchill zwrócił się do amerykańskiego rządu z prośbą o wydzierżawienie na potrzeby Royal Navy 40-50 niszczycieli do czasu, gdy brytyjskie stocznie wybudują nowe jednostki. Franklin Delano Roosevelt, który był związany uchwalonymi przez Kongres Ustawami o Neutralności (Neutrality Acts), odmówił. Jednak gdy w lipcu został wybrany na trzecią kadencję, a nad Wielką Brytanią zawisło widmo niemieckiej inwazji, amerykański prezydent zdecydował się na obejście prawa i upoważnił sekretarza stanu Cordella Hulla do podjęcia negocjacji z Brytyjczykami reprezentowanymi przez ambasadora markiza Lothian. Zakończyły się one 2 września, gdy Hull i Lothian wymienili się listami, na podstawie których brytyjski rząd wyraził zgodę na zwolnione z czynszów i innych opłat wydzierżawienie Stanom Zjednoczonym na okres 99 lat terenów pod „natychmiastowe wybudowanie i użytkowanie” baz morskich oraz lotnisk w 8 lokalizacjach:
- Antigua
- Gujana Brytyjska
- Jamajka
- Bahamy
- Trynidad
- Saint Lucia
- Bermudy
- Nowa Fundlandia.

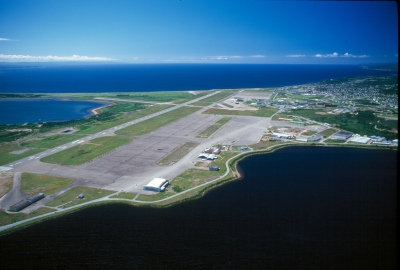
Była amerykańska baza sił powietrznych w Stephenville na Nowej Fundlandii (1941-1966)

W zamian rząd amerykański zobowiązał się „niezwłocznie przekazać” 50 niszczycieli o wyporności 1200 t. Były to już stosunkowo przestarzałe niszczyciele typów Caldwell, Wickes i Clemson (w brytyjskiej nomenklaturze zbiorczo nazwane niszczycielami typu Town). 7 znalazło się na wyposażeniu Royal Canadian Navy, reszta została przejęta przez Royal Navy.
Dokładna lokalizacja baz oraz szczegółowe warunki ich dzierżawy zostały ostatecznie ustalone dopiero w marcu 1941 roku. Porozumienie przyczyniło się do zacieśnienia współpracy między Wielką Brytanią i USA. Jego zawarcie z pogwałceniem Ustaw o Neutralności było wyraźnym przejawem dążenia Roosevelta do zerwania z polityką izolacjonizmu. Treść Ustaw o Neutralności została okrojona nowelizacją z marca 1941 roku (związaną z rozpoczęciem programu Lend-Lease), a w listopadzie tego samego roku zostały one uchylone. W grudniu Stany Zjednoczone przystąpiły do wojny.

## Lista niszczycieli
| No | Nazwa                         | Typ      | Historia służby |
| -- | ----------------------------- | -------- | --- |
| 01 | USS „Craven” (DD-70)          | Caldwell | Przekazany Wielkiej Brytanii. Przemianowany na HMS „Lewes”. Samozatopiony w pobliżu Sydney 12 października 1945                                                      |
| 02 | USS „Conner” (DD-72)          | Caldwell | Przekazany Wielkiej Brytanii. Przemianowany na HMS „Leeds”. Złomowany w 1947                                                                                         |
| 03 | USS „Stockton” (DD-73)        | Caldwell | Przekazany Wielkiej Brytanii. Przemianowany na HMS „Ludlow”. Zatopiony jako okręt-cel w 1945                                                                         |
| 04 | USS „Wickes” (DD-75)          | Wickes   | Przekazany Wielkiej Brytanii. Przemianowany na HMS „Montgomery”. Złomowany w 1945                                                                                    |
| 05 | USS „Philip” (DD-76)          | Wickes   | Przekazany Wielkiej Brytanii. Przemianowany na HMS „Lancaster”. Złomowany w 1947                                                                                     |
| 06 | USS „Evans” (DD-78)           | Wickes   | Przekazany Wielkiej Brytanii. Przemianowany na HMS „Mansfield”. Złomowany w 1945                                                                                     |
| 07 | USS „Sigourney” (DD-81)       | Wickes   | Przekazany Wielkiej Brytanii. Przemianowany na HMS „Newport”. Złomowany w 1947                                                                                       |
| 08 | USS „Robinson” (DD-88)        | Wickes   | Przekazany Wielkiej Brytanii. Przemianowany na HMS „Newmarket”. Złomowany w 1945                                                                                     |
| 09 | USS „Ringgold” (DD-89)        | Wickes   | Przekazany Wielkiej Brytanii. Przemianowany na HMS „Newark”. Złomowany w 1947                                                                                        |
| 10 | USS „Fairfax” (DD-93)         | Wickes   | Przekazany Wielkiej Brytanii. Przemianowany na HMS „Richmond”. Przekazany ZSRR w 1944. Złomowany w 1949                                                              |
| 11 | USS „Williams” (DD-108)       | Wickes   | Przekazany Kanadzie. Przemianowany na HMCS „St. Clair”. |
| 12 | USS „Twiggs” (DD-127)         | Wickes   | Przekazany Wielkiej Brytanii. Przemianowany na HMS „Leamington”. Przekazany ZSRR w 1944. Złomowany w 1951                                                            |
| 13 | USS „Buchanan” (DD-131)       | Wickes   | Przekazany Wielkiej Brytanii. Przemianowany na HMS "Campbeltown". Użyty w rajdzie na Saint-Nazaire 28 marca 1942                                                     |
| 14 | USS „Aaron Ward” (DD-132)     | Wickes   | Przekazany Wielkiej Brytanii. Przemianowany na HMS „Castleton”. Złomowany w 1947                                                                                     |
| 15 | USS „Hale” (DD-133)           | Wickes   | Przekazany Wielkiej Brytanii. Przemianowany na HMS „Caldwell”. Złomowany w 1944                                                                                      |
| 16 | USS „Crowninshield” (DD-134)  | Wickes   | Przekazany Wielkiej Brytanii. Przemianowany na HMS „Chelsea”. Przekazany ZSRR w 1944. Złomowany w 1949                                                               |
| 17 | USS „Tillman” (DD-135)        | Wickes   | Przekazany Wielkiej Brytanii. Przemianowany na HMS „Wells”. Złomowany w 1945                                                                                         |
| 18 | USS „Claxton” (DD-140)        | Wickes   | Przekazany Wielkiej Brytanii. Przemianowany na HMS „Salisbury”. Złomowany w 1944                                                                                     |
| 19 | USS „Yarnall” (DD-143)        | Wickes   | Przekazany Wielkiej Brytanii. Przemianowany na HMS „Lincoln”. Przekazany Kanadzie w 1942. Przemianowany na HMCS „Lincoln”. Przekazany ZSRR w 1944. Złomowany w 1952. |
| 20 | USS „Thatcher” (DD-162)       | Wickes   | Przekazany Kanadzie. Przemianowany na HMCS „Niagara”. Rozebrany w 1946                                                                                               |
| 21 | USS „Cowell” (DD-167)         | Wickes   | Przekazany Wielkiej Brytanii. Przemianowany na HMS „Brighton”. Przekazany ZSRR w 1944. Zwrócony Wielkiej Brytanii w 1949 i złomowany.                                |
| 22 | USS „Maddox” (DD-168)         | Wickes   | Przekazany Wielkiej Brytanii. Przemianowany na HMS „Georgetown”. Przekazany ZSRR w 1944. Złomowany w 1949                                                            |
| 23 | USS „Foote” (DD-169)          | Wickes   | Przekazany Wielkiej Brytanii. Przemianowany na HMS „Roxborough”. Przekazany ZSRR w 1944. Zwrócony Wielkiej Brytanii w 1949 i złomowany w 1952                        |
| 24 | USS „Kalk” (DD-170)           | Wickes   | Przekazany Kanadzie. Przemianowany na HMCS „Hamilton”. Złomowany w 1945                                                                                              |
| 25 | USS „Mackenzie” (DD-175)      | Wickes   | Przekazany Kanadzie. Przemianowany na HMCS „Annapolis”. Złomowany w 1945                                                                                             |
| 26 | USS „Hopewell” (DD-181)       | Wickes   | Przekazany Wielkiej Brytanii. Przemianowany na HMS "Bath". Zatopiony 19 sierpnia 1941 przez niemiecki okręt podwodny U-204                                           |
| 27 | USS „Thomas” (DD-182)         | Wickes   | Przekazany Wielkiej Brytanii. Przemianowany na HMS „St. Albans”. Przekazany ZSRR w 1944. Złomowany w 1949                                                            |
| 28 | USS „Haraden” (DD-183)        | Wickes   | Przekazany Wielkiej Brytanii. Przemianowany na HMS „Columbia”. Przekazany Kanadzie. Przemianowany na HMCS „Columbia”. Złomowany w 1945                               |
| 29 | USS „Abbot” (DD-184)          | Wickes   | Przekazany Wielkiej Brytanii. Przemianowany na HMS „Charlestown”. Złomowany w 1947                                                                                   |
| 30 | USS „Doran” (DD-185)          | Wickes   | Przekazany Wielkiej Brytanii. Przemianowany na HMS „St. Marys”. Złomowany w 1945                                                                                     |
| 31 | USS „Satterlee” (DD-190)      | Clemson  | Przekazany Wielkiej Brytanii. Przemianowany na HMS "Belmont". Zatopiony 31 stycznia 1945 przez niemiecki okręt podwodny U-82                                         |
| 32 | USS „Mason” (DD-191)          | Clemson  | Przekazany Wielkiej Brytanii. Przemianowany na HMS "Broadwater". Zatopiony 18 października 1941 przez niemiecki okręt podwodny U-101                                 |
| 33 | USS „Abel P Upshur” (DD-193)  | Clemson  | Przekazany Wielkiej Brytanii. Przemianowany na HMS „Clare”. Złomowany w 1945                                                                                         |
| 34 | USS „Hunt” (DD-194)           | Clemson  | Przekazany Wielkiej Brytanii. Przemianowany na HMS „Broadway”. Złomowany w 1947                                                                                      |
| 35 | USS „Welborn C Wood” (DD-195) | Clemson  | Przekazany Wielkiej Brytanii. Przemianowany na HMS „Chesterfield”. Złomowany w 1947                                                                                  |
| 36 | USS „Branch” (DD-197)         | Clemson  | Przekazany Wielkiej Brytanii. Przemianowany na HMS "Beverley". Zatopiony 11 kwietnia 1941 przez niemiecki okręt podwodny U-188                                       |
| 37 | USS „Herndon” (DD-198)        | Clemson  | Przekazany Wielkiej Brytanii. Przemianowany na HMS „Churchill”. Przekazany ZSRR w 1944. Zatopiony 16 stycznia 1945 w niewyjasnionych okolicznościach                 |
| 38 | USS „McCook” (DD-252)         | Clemson  | Przekazany Kanadzie. Przemianowany na HMCS „St. Croix”. Zatopiony 20 września 1943 przez niemiecki okręt podwodny U-305                                              |
| 39 | USS „McCalla” (DD-253)        | Clemson  | Przekazany Wielkiej Brytanii. Przemianowany na HMS „Stanley”. Zatopiony 18 grudnia 1941 przez niemiecki okręt podwodny U-574                                         |
| 40 | USS „Rodgers” (DD-254)        | Clemson  | Przekazany Wielkiej Brytanii. Przemianowany na HMS „Sherwood”. Zatopiony jako okręt-cel w 1945                                                                       |
| 41 | USS „Bancroft” (DD-256)       | Clemson  | Przekazany Kanadzie. Przemianowany na HMCS „St. Francis”. |
| 42 | USS „Welles” (DD-257)         | Clemson  | Przekazany Wielkiej Brytanii. Przemianowany na HMS „Cameron”. Bardzo ciężko uszkodzony w bombardowaniu powietrznym w Portsmouth 5 grudnia 1940                       |
| 43 | USS „Aulick” (DD-258)         | Clemson  | Przekazany Wielkiej Brytanii. Przemianowany na HMS „Burnham”. Złomowany w 1947                                                                                       |
| 44 | USS „Laub” (DD-263)           | Clemson  | Przekazany Wielkiej Brytanii. Przemianowany na HMS „Burwell”. Złomowany w 1947                                                                                       |
| 45 | USS „McLanahan” (DD-264)      | Clemson  | Przekazany Wielkiej Brytanii. Przemianowany na HMS „Bradford”. Złomowany w 1946                                                                                      |
| 46 | USS „Edwards” (DD-265)        | Clemson  | Przekazany Wielkiej Brytanii. Przemianowany na HMS „Buxton”. Przekazany Kanadzie w 1943. Przemianowany na HMCS „Buxton”. Złomowany w 1946                            |
| 47 | USS „Shubrick” (DD-268)       | Clemson  | Przekazany Wielkiej Brytanii. Przemianowany na HMS „Ripley”. Złomowany w 1945                                                                                        |
| 48 | USS „Bailey” (DD-269)         | Clemson  | Przekazany Wielkiej Brytanii. Przemianowany na HMS „Reading”. Złomowany w 1945                                                                                       |
| 49 | USS „Swasey” (DD-273)         | Clemson  | Przekazany Wielkiej Brytanii. Przemianowany na HMS „Rockingham”. Wszedł na minę 27 września 1944 i zatonął podczas holowania                                         |
| 50 | USS „Meade” (DD-274)          | Clemson  | Przekazany Wielkiej Brytanii. Przemianowany na HMS „Ramsey”. Złomowany w 1947                                                                                        |